# Estádio José de la Paz Herrera Uclés
O Estádio Nacional José de la Paz Herrera Uclés (em castelhano: Estadio Nacional José de la Paz Herrera), anteriormente denominado Estádio Nacional Tiburcio Carías Andino (em castelhano: Estádio Nacional José de la Paz Herrera Uclés), é um estádio de futebol localizado em Tegucigalpa, capital de Honduras. Oficialmente inaugurado em 15 de março de 1948, o estádio foi a casa onde a Seleção Hondurenha de Futebol mandou suas partidas oficiais até a inauguração do Estádio Olímpico Metropolitano em 1997. A partir de então, passou a ser unicamente a casa onde Olimpia e Motagua, clubes da capital, mandam seus jogos oficiais por competições nacionais e continentais. Sua capacidade máxima é de 35 000 espectadores.

## Homenagem
Construído durante o governo de Tiburcio Carías Andino (1876–1969), sua denominação original rendia homenagem ao presidente hondurenho que governou Honduras de forma ditatorial entre 1933 e 1949. Entretanto, com o falecimento de José de la Paz Herrera Uclés, ex-futebolista e treinador de futebol do país em 28 de abril de 2021, aos 80 anos, vítima de infarto, uma moção apresentada pelo deputado Jari Dixon, do Partido Liberdade e Refundação, foi aprovada no Congresso Nacional de Honduras em 9 de março de 2022 e o estádio passou a adotar sua atual denominação.

## Histórico
Em 1981, o estádio foi palco da rodada final das eliminatórias da CONCACAF para a Copa do Mundo FIFA de 1982 disputada pelas seleções de Honduras, México, El Salvador, Canadá, Haiti e Cuba. A Seleção Hondurenha de Futebol logrou qualificar-se pela primeira vez em sua história para a Copa do Mundo.
O estádio também sediou a Copa das Nações UNCAF de 2009, onde a seleção Panamenha de Futebol sagrou-se campeã pela primeira vez da competição, enquanto que a Seleção Nicaraguense de Futebol logrou qualificar-se pela primeira vez para a Copa Ouro da CONCACAF de 2009.